# Les Sables-d’Olonne
Les Sables-d’Olonne község Franciaország Loire mente régiójában, Vendée megyében. 2019. január 1-jén a korábbi Les Sables-d’Olonne, Olonne-sur-Mer és Château-d’Olonne községek egyesültek. Az így létrejött új község szintén a Les Sables-d’Olonne nevet vette fel, és lélekszáma az egyesüléskor 44 137 főre nőtt. Lakosainak száma 48 740 fő (2022. január 1.).

## Népesség
| Lakosok száma | 44 017 | 44 355 | 45 030 | 46 941 | 48 402 | 48 740 |
|               | 2017   | 2018   | 2019   | 2020   | 2021   | 2022   |